# Park Do-Hun
Park Do-Hun (20 de marzo de 1964) fue un jugador de balonmano surcoreano. Fue un componente de la selección de balonmano de Corea del Sur.
Con la selección ganó la medalla de plata en los Juegos Olímpicos de Seúl 1988 y dos medallas de oro en los Juegos Asiáticos en 1986 y 1990.
También disputó los Juegos Olímpicos de Barcelona 1992 en los que quedó en sexta plaza.